# Робінетт (Західна Вірджинія)
Робінетт (англ. Robinette) — переписна місцевість (CDP) в США, в окрузі Лоґан штату Західна Вірджинія. Населення — 567 осіб (2020).

## Географія
Робінетт розташований за координатами 37°47′6″ пн. ш. 81°47′3″ зх. д. / 37.78500° пн. ш. 81.78417° зх. д. (37.784925, -81.784110).  За даними Бюро перепису населення США в 2010 році переписна місцевість мала площу 7,82 км², з яких 7,77 км² — суходіл та 0,05 км² — водойми.

## Демографія
Згідно з переписом 2010 року, у переписній місцевості мешкали 663 особи в 253 домогосподарствах у складі 186 родин. Густота населення становила 85 осіб/км².  Було 267 помешкань (34/км²).
Расовий склад населення:
| - 97,9 % — білих - 1,7 % — чорних або афроамериканців - 0,2 % — корінних американців - 0,2 % — азіатів |

До двох чи більше рас належало 0,2 %. Частка іспаномовних становила 0,2 % від усіх жителів.
За віковим діапазоном населення розподілялося таким чином: 20,1 % — особи молодші 18 років, 65,4 % — особи у віці 18—64 років, 14,5 % — особи у віці 65 років та старші. Медіана віку мешканця становила 45,1 року. На 100 осіб жіночої статі у переписній місцевості припадало 91,6 чоловіків;  на 100 жінок у віці від 18 років та старших — 90,0 чоловіків також старших 18 років.
Середній дохід на одне домашнє господарство  становив 58 459 доларів США (медіана — 53 250), а середній дохід на одну сім'ю — 60 090 доларів (медіана — 51 023). За межею бідності перебувало 23,2 % осіб, у тому числі 46,4 % дітей у віці до 18 років та 13,8 % осіб у віці 65 років та старших.
Цивільне працевлаштоване населення становило 274 особи. Основні галузі зайнятості: освіта, охорона здоров'я та соціальна допомога — 31,4 %, сільське господарство, лісництво, риболовля — 20,1 %, транспорт — 15,0 %, мистецтво, розваги та відпочинок — 9,9 %.